# Светско првенство у скоковима у воду 2019 — торањ 10 м синхронизовано за мушкарце
Такмичење у синхронизованим скоковима у воду са торња са висине од 10 м у мушкој конкуренцији на Светском првенству у скоковима у воду 2019. одржано је 15. јула 2019. године као део програма Светског првенства у воденим спортовима. Квалификације су се скакале у јутарњем, а финале у вечерњем делу програма. Такмичења су се одржала у базену Општинског центра за водене спортове у Квангџуу у Јужној Кореји.
Учестовало је 17 парова из исто толико земаља, а пласман у финале остварило је 12 најбољих парова из квалификација. Златну медаљу освојио је кинески пар Цао Јуен и Чен Ајсен који је тако одбранио злато освојено две године раније у Будимпешти 2017. године. Сребрну медаљу је освојио руски дуо Александар Бондар−Виктор Минибајев, док је бронза припала британском пару Том Дејли−Мети Ли.

## Освајачи медаља
|                             | Резултат |                                               | Резултат |                                        | Резултат |
|                             |          |                                               |          |                                        |          |
| Кина · Цао Јуен · Чен Ајсен | 486,93   | Русија · Александар Бондар · Виктор Минибајев | 444,60   | Велика Британија · Том Дејли · Мети Ли | 425,91   |

## Резултати
У синхронизованим скоковима са торња са висине од 10 метара такмичило се укупно 17 парова из исто толико земаља. Такмичарски програм се одржао 15. јула, квалификације су се скакале у подневном делу програма са почетком од 13:00 часова по локалном времену (УТЦ+9), док је финале одржано у вечерњем делу програма са почетком од 20:45 часова.
| ПЛ. | Репрезентација         | Такмичари                          | Квалификације | Квалификације | Финале            | Финале            |
| ПЛ. | Репрезентација         | Такмичари                          | Бодови        | Плас.         | Бодови            | Плас.             |
| --- | ---------------------- | ---------------------------------- | ------------- | ------------- | ----------------- | ----------------- |
|     | Кина                   | Цао Јуен Чен Ајсен                 | 460,29        | 1.            | 486,93            | 1.                |
| 2   | Русија                 | Александар Бондар Виктор Минибајев | 407,37        | 3.            | 444,60            | 2.                |
| 3   | Велика Британија       | Том Дејли Мети Ли                  | 416,28        | 2.            | 425,91            | 3.                |
| 4.  | Украјина               | Олег Сербин Алексеј Середа         | 339,21        | 11.           | 412,62            | 4.                |
| 5.  | Аустралија             | Доминк Беџгуд Деклан Стејси        | 370,29        | 9.            | 411,24            | 5.                |
| 6.  | Јужна Кореја           | Ким Јонгнам Ву Харам               | 377,91        | 7.            | 401,67            | 6.                |
| 7.  | Мексико                | Кевин Берлин Иван Гарсија          | 387,33        | 5.            | 400,71            | 7.                |
| 8.  | Сједињене Државе       | Бенџамин Бремли Стил Џонсон        | 373,80        | 8.            | 383,79            | 8.                |
| 9.  | Јерменија              | Владимир Харутјунјан Лев Саргсјан  | 336,48        | 12.           | 372,48            | 9.                |
| 10. | Немачка                | Тимо Бартел Лоу Масенберг          | 378,96        | 6.            | 368,25            | 10.               |
| 11. | Канада                 | Венсан Ријендо Нејтан Жомбор Мареј | 397,38        | 4.            | 368,19            | 11.               |
| 12. | Бразил                 | Каван Переира Исак Фиљо            | 342,06        | 10.           | 348,78            | 12.               |
| 13. | Малезија               | Џелсон Џабилин Ханис Џаја          | 333,90        | 13.           | Нису се пласирали | Нису се пласирали |
| 14. | Грчка                  | Николас Молвалис Атанасиос Цирикос | 332,64        | 14.           | Нису се пласирали | Нису се пласирали |
| 15. | Доминиканска Република | Франдијел Гомез Хозе Рувалкаба     | 330,99        | 15.           | Нису се пласирали | Нису се пласирали |
| 16. | Тајланд                | Конрад Левандовски Титипум Марксин | 277,86        | 16.           | Нису се пласирали | Нису се пласирали |
| 17. | Узбекистан             | Ботир Хасанов Марсел Зајнетдинов   | 255,45        | 17.           | Нису се пласирали | Нису се пласирали |